# Surrey Newton
Ne doit pas être confondu avec la circonscription provinciale Surrey-Newton
Circonscription électorale fédérale du Canada
Surrey Newton (orthographiée Surrey—Newton de 2013 à 2025) est une circonscription électorale fédérale de la Colombie-Britannique (Canada) située dans la région métropolitaine de Vancouver au sud-ouest de la province. Elle comprend principalement le quartier Newton (en) de la ville de Surrey.
Les circonscriptions limitrophes sont :
- au nord : Surrey-Centre
- à l'est : Fleetwood—Port Kells et Cloverdale—Langley City
- au sud : Surrey-Sud—White Rock
- à l'ouest : Delta[3].

Lors du redécoupage électoral de 2022, à part le changement de l'orthographe de son nom, la circonscription perd une petite partie de son territoire au profit de Delta, mais en regagne une autre prise dans Cloverdale—Langley City.

## Députés
| Législature                                                                   | Années        | Député | Député        | Parti   |
| ----------------------------------------------------------------------------- | ------------- | ------ | ------------- | ------- |
| Surrey—Newton Issue de Fleetwood—Port Kells, Newton—Delta-Nord et Surrey-Nord |               |        |               |         |
| 42e                                                                           | 2015–2019     |        | Sukh Dhaliwal | Libéral |
| 43e                                                                           | 2019–2021     |        | Sukh Dhaliwal | Libéral |
| 44e                                                                           | 2021–2025     |        | Sukh Dhaliwal | Libéral |
| 45e                                                                           | 2025–en cours |        | Sukh Dhaliwal | Libéral |

## Résultats électoraux
Modèle:Élection générale canadienne de 2025 — Surrey—Newton
|       | Candidat       | Parti        | # de voix | % des voix |
|       | Harpreet Singh | Conservateur | +06 978,  | 15,71 %    |
|       | Sukh Dhaliwal  | Libéral      | +24 869,  | 55,98 %    |
|       | (X) Jinny Sims | NPD          | +11 602,  | 26,12 %    |
|       | Pamela Sangha  | Vert         | +00975,   | 2,19 %     |
| Total | Total          | Total        | 44 424    | 100 %      |